# Senopterina brevipes
Senopterina brevipes är en tvåvingeart som först beskrevs av Fabricius 1805.  Senopterina brevipes ingår i släktet Senopterina och familjen bredmunsflugor. Inga underarter finns listade i Catalogue of Life.